# 鳶巣村
鳶巣村（とびす / とびがす むら）は、島根県簸川郡にあった村。現在の出雲市東林木町、西林木町にあたる。

## 地理
- 河川：斐伊川[2]
- 山岳：鼻高山、鳶が巣山[2]

## 歴史
- 1889年（明治22年）4月1日、町村制の施行により、楯縫郡東林木村、西林木村が合併して村制施行し、鳶巣村が発足[1][2]。
- 1896年（明治29年）4月1日、郡の統合により簸川郡に所属[1]。
- 1911年（明治44年）鳶巣信用組合設立[2]。
- 1941年（昭和16年）2月11日、簸川郡今市町、古志村、高松村、高浜村、四纏村、川跡村、大津村、塩冶村と合併して出雲町を新設し廃止された[1][2]。

### 地名の由来
合併した両村に跨る鳶が巣山にちなむ。

## 産業
- 農業[2]

## 交通

### 鉄道
- 1914年（大正3年）一畑軽便鉄道が開通し、鳶巣駅を開設[2]。のちに廃止され、大寺駅、川跡駅を新設[2]。

## 名所・旧跡
- 鳶ヶ巣城